# Lignano Sabbiadoro
Lignano Sabbiadoro (friuli nyelven Lignan) község Olaszországban, Friuli-Venezia Giulia régióban, Udine megyében. Lignano Sabbiadoro Marano Lagunare, San Michele al Tagliamento és Latisana községekkel határos. 1959-ig Latisana városrésze volt. Az Adriai-tenger egyik legkedveltebb üdülőhelye, strandjai kiérdemelték a kék zászlót. Állandó lakosainak száma 7000 körül mozog.

## Földrajza
Udinétől 60, Velencétől és Trieszttől pedig 90–90 km-re helyezkedik el egy félszigeten, Udine megye legdélebbi településeként.

## Népessége
| Lakosok száma | 6813 | 6950 | 6948 | 6842 |
|               | 2011 | 2015 | 2018 | 2023 |

## Gazdasága
Maga a település 1920-as évek elején kezdett kialakulni. Eleinte csak nyaralók épültek itt, amelyeket még csak a tenger felől lehetett megközelíteni, hisz nem vezetett ide kiépített út. Az első állandó lakók 1931-ben jelentenek meg, miután a környékbeli mocsarakat Mussolini parancsára lecsapolták. Ennek köszönhetően vált lehetővé, hogy közút épüljön Lignano és Latisana település között, 1926-ban.
1935-ben kapta meg Lignano a Sabbiadoro (Aranyhomok) jelzőt, hogy turisztikai célokra népszerűsíteni lehessen. A település három részből áll: a városközpont boltokkal és éttermekkel, a zöldebb Lignano Pinedából és a nyaralókból álló Lignano Rivierából.
A lignanói gazdaság motorja természetesen a turizmus, évente négymillió vendégéjszakát töltenek itt a látogatók. Rimini (16 millió) , Bibione és Jesolo (6-6 millió)) után a harmadik legfontosabb üdülőhely Olaszországban.

## Érdekességek
- Itt forgatták 1972-ben Mia Martini olasz énekesnő Piccolo uomo című dalának videóklipjét, amiben feltűnik a Hotel Savoia is.[2]
- A település 1992–2005 között a Festivalbar olasz nyári zenei koncertsorozat egyik állomása volt.

## Fordítás
Ez a szócikk részben vagy egészben  a   Lignano Sabbiadoro című olasz Wikipédia-szócikk ezen változatának fordításán alapul.  Az eredeti cikk szerkesztőit annak laptörténete sorolja fel. Ez a jelzés csupán a megfogalmazás eredetét és a szerzői jogokat jelzi, nem szolgál a cikkben szereplő információk forrásmegjelöléseként.